# Closh en stock
Closh en stock est un album de bande dessinée humoristique de Ben Radis et Dodo, paru en 1982. C'est le second album de la série Les Closh.